# Järfälla kommun
59°26′N 17°50′Ø / 59.433°N 17.833°Ø
Järfälla kommun ligger i Stockholms län i Uppland i Sverige. Kommunens administrationscenter  ligger i bydelen Jakobsberg.
Järfälla kommun er en del af Stockholm, og af  kommunens befolkning  bor kun få hundrede uden for det tæbebyggede område. 

## Bydele
- Jakobsberg
- Viksjö
- Barkarby
  - Veddesta (del av Barkarby)
- Skälby
- Kallhäll
- Stäket

## Billeder
- Luftfoto over Viksjö
- Luftfoto over Kallhäll
- Luftfoto over Viksjö